# بيتر كوك (ضابط)
بيتر كوك (بالإنجليزية: Peter Cook)‏ هو ضابط أسترالي، ولد في 21 يوليو 1924 في ملبورن في أستراليا، وتوفي في 22 ديسمبر 2003 في سيدني في أستراليا.